# Jean van Daalen (Fotograf)

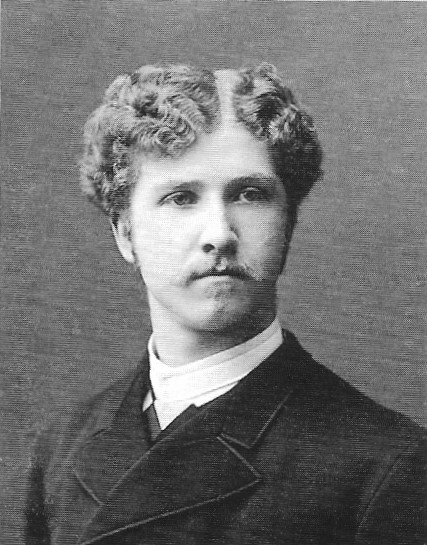
Jean van Daalen (um 1890)

Jean van Daalen (* 14. Januar 1864 in Leeuwarden, Provinz Friesland; † 25. Mai 1949 in Aalen) war ein württembergischer Fotograf, Maler sowie Kinobetreiber niederländischer Herkunft. Dieser mehrfach als Hoffotograf ausgezeichneter Fotograf hatte sich als Porträtfotograf hervorgebracht und war ein erfolgreicher Unternehmer. Er hatte Hauptateliers nacheinander in Reutlingen, Heilbronn und Aalen, sowie Filialen in Gmünd, Nördlingen und Ulm.

## Leben

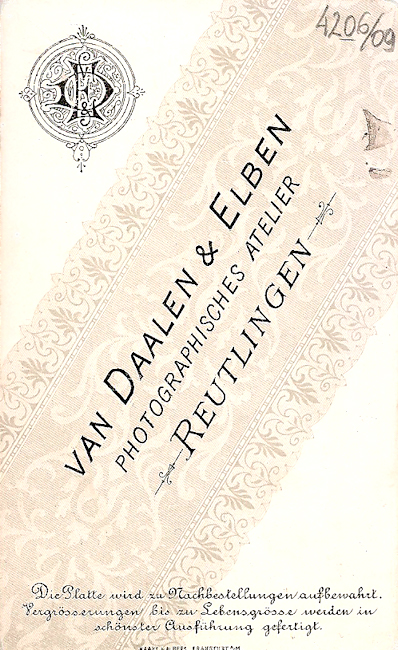
Rückseite eines Porträts J. v. Daalens aus Reutlingen (1866–69).

Aus welchem Grund der junge niederländische Fotograf nach Württemberg kam, ist nicht bekannt. Es konnte sich um Aussicht auf besseren Erfolg handeln. Im April 1886 eröffnete Jean van Daalen zusammen mit dem Privatier Oskar Elben ein fotografisches Geschäft in Reutlingen in der Kaiserstraße 31. Dieses Geschäft existierte bis April 1889. Danach verlegte Jean van Daalen seine Tätigkeit nach Heilbronn. Der Grund dafür waren offensichtlich seine Heiratspläne, denn bereits im Juni des gleichen Jahres 1889 heiratete er dort Emilie Luise Vogt. In Heilbronn war Jean van Daalen Inhaber einer „Photographischen Kunstanstalt“ und im Adressbuch bezeichnete er sich als „Maler und Photograph“. Am 8. November 1893 wurde er von Franz Josef I., dem Kaiser von Österreich, zum „Hofphotographen“ ernannt. Bald danach bekam er diesen Titel auch vom württembergischen König Wilhelm II, sowie von den beiden Fürsten von Hohenlohe: Friedrich zu Hohenlohe-Schillingsfürst und Hugo zu Hohenlohe-Öhringen. Diesen Titel wusste er dann werbewirksam zu nutzen, indem er darauf sowohl auf den Reversen seiner Arbeiten, als auch in den Zeitungsanzeigen hinwies.

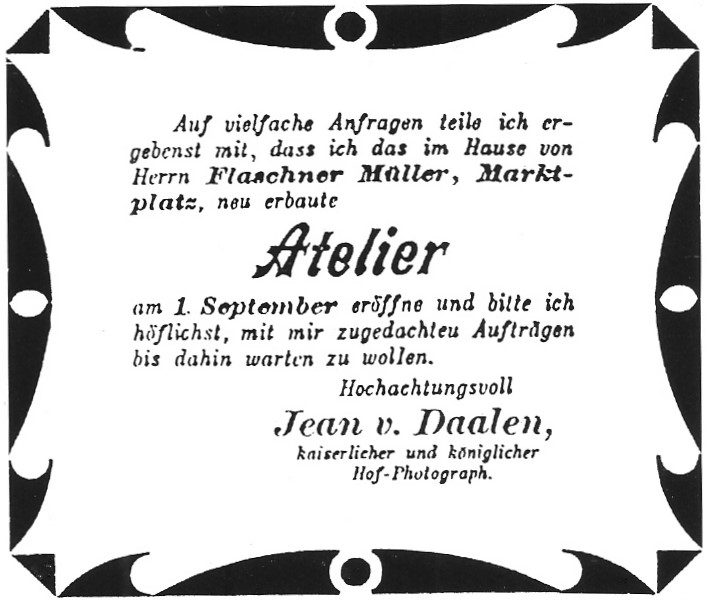
Anzeige J. v. Daalens in der »Remszeitung« vom 9. August 1890.

1894 zog Jean van Daalen nach Aalen um. Dort übernahm er die Atelierräume, die ursprünglich von dem Fotografen C. Burghardt erbaut und dann zeitweise von Wilhelm Boppel genutzt wurden. Recht bald danach entschied sich van Daalen, einen Filialbetrieb in Gmünd zu eröffnen. Er einigte sich dazu mit dem Gmünder Flaschnermeister Müller, der im Januar 1897 eine Baugenehmigung für ein Atelier beantragte. Nach wiederholten Beratungen erteilte die Baukommission eine Genehmigung, die jedoch mit verschärften feuerpolizeilichen Auflagen verbunden war. Danach wurde das Hinterhaus des Gebäudes Marktplatz 34, das die Flaschnerwerkstatt beherbergte, um ein Stockwerk erhöht und mit einem Pultdach bedeckt. Dort errichtete man ein etwa 4 m × 9 m großes Atelier nebst Nebenräumen: Wartezimmer, Arbeitszimmer und Dunkelkammer. Die Längswand des Ateliers an der Nordseite sowie das Pultdach wurden großflächig verglast. Die Kosten der Bauarbeiten betrugen nach dem Kostenvoranschlag 10.000 ℳ. Das Atelier wurde am 1. September 1897 eröffnet, was bereits in einer Anzeige am 9. August angekündigt wurde. Das Atelier lief gut und die Erträge waren über die mehr als 20 Jahre seines Bestehens konstant. Nachdem van Daalen es 1920 aufgegeben hatte, blieb es weitgehend ungenutzt. Dadurch, aber auch durch glückliche Umstände, dass das Gebäude nicht zerstört oder abgerissen wurde, ist es komplett bis heute in der ursprünglichen Form erhalten geblieben und ist eines der sehr seltenen gewerbegeschichtlichen Zeugnisse der Fotografie in Deutschland.
Um die Jahrhundertwende baute van Daalen seinen Betrieb weiter aus und eröffnete eine weitere Filiale – in Nördlingen; um 1913 kam noch eine hinzu – in Ulm. Es ist eindeutig, dass er nicht überall gleichzeitig anwesend sein konnte und deswegen Fotografen beschäftigte, die er aber umfassend einarbeitete.

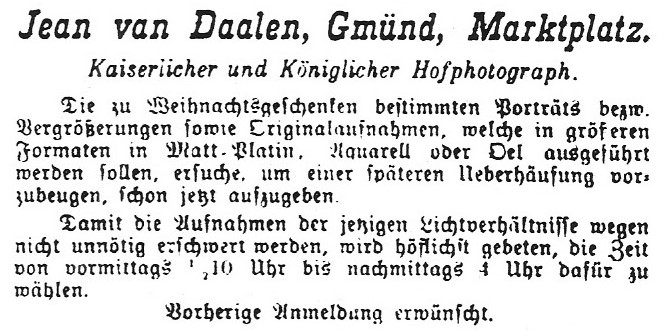
Anzeige in »Remszeitung« vom November 1898.

Als erfolgreicher Unternehmer auf dem Fotogebiet erkannte Jean van Daalen recht früh das Potential, das das verwandte Gebiet, die bewegte Fotografie, also das Kino, bot. 1911 eröffnete er in Nördlingen sein erstes Kino, das neuerbaute Kino »Central« in der Baldniger Straße (damalige Nummer: B 214). Nach dem Ende des Ersten Weltkrieges kaufte er noch das Kino »Union« in Aalen, das 1913 von Eberhard Wagner in einer umgebauten Scheune hinter seiner Gaststätte (Karlstraße 1) eröffnet wurde. Er behielt den Kinonamen und betrieb dieses Lichtspieltheater bis 1936 zunächst parallel zu seiner Fotografentätigkeit, doch mit der Zeit stieg er vom Fotografen zum Kinobetreiber völlig um. Nachdem er die Gmünder Filiale 1920 aufgegeben hatte, schloss er etwas später auch die Nördlinger und die Ulmer Filialen sowie das Aalener Atelier. Neben dem alten Kinogebäude in Aalen ließ er Mitte der 1930er Jahre das neue »Union«-Kino bauen, das der Zeit entsprach und 1936 das alte Gebäude ablöste. Das Kino hatte wenig Glück. Es existierte nur knapp neun Jahre, denn bei einem amerikanischen Luftangriff auf den Aalener Bahnhof am 17. April 1945 wurde es total zerstört. Nach dem Ende des Zweiten Weltkrieges beschloss Jean van Daalen trotz seines inzwischen fortgeschrittenen Alters, wieder ein neues Kinogebäude zu errichten. Auf dem Ruinenfeld entstand unter der Federführung der lokalen Baufirma Apprich jetzt ein noch größeres und moderneres Filmtheater. Mitten in den Bauarbeiten ist aber van Daalen im Alter von 85 Jahren gestorben. Das prächtig ausgestattete Kino »Union«, dessen Bau seine Nachfolger fortsetzten, wurde achteinhalb Monate nach seinem Tod, am 10. Februar 1950, feierlich mit der Vorführung des Films Eroica wieder eröffnet.

## Leistung
Da ein beachtlicher Teil van Daalens Arbeit im Familienarchiv erhalten ist, ist es möglich sie umfassend zu beurteilen. Seine Bilder, die sich durch hohe technische Qualität auszeichnen, dokumentieren sein fotografisches Können. Im Gegensatz zu der früheren Sitte, die Porträts vor einer theaterartigen Kulisse, die aus einem gemalten Hintergrund und Gegenständen wie Stühle, Sessel oder Anrichten bestand, zu inszenieren, verzichtete er recht früh auf diese Mittel und legte stattdessen Betonung vor allem auf eine differenzierte Beleuchtung. In seinen Porträts ist es sichtbar, dass er ein künstlerisches Talent hatte – er bezeichnete sich immer auch als Maler und hatte von Anfang an nicht nur ein geschultes Auge, sondern auch eine talentierte Hand, die ihm bei den meisterhaft durchgeführten Kolorierungen eines Teils seiner Fotografien zugutekam. Neben gewöhnlichen Fotografien bot er auch aquarellierte Fotografien und Ölporträts, die aufgrund der Fotografien angefertigt wurden, an.

## Spezielle Werke
- Handkoloriertes Album mit allen unterschiedlichen Uniformen der k. u. k. Armee.